# Steniano
Lo Steniano (dal Greco Stenos, "stretto") è il terzo e ultimo periodo dell'era Mesoproterozoica, e si estende da 1 200 milioni a 1 000 milioni di anni fa.
Anziché essere basate sulla stratigrafia, queste date sono definite cronologicamente.

## Morfologia
Questo periodo è caratterizzato dalle strette bande di rocce polimetamorfiche formatesi in questo periodo, e dalla formazione del supercontinente Rodinia.

## Contenuto fossilifero
A questa epoca (ipotesi più retrodatante) si fa risalire la presunta comparsa di Bangiomorpha pubescens, una alga rossa trovata fossilizzata in una roccia di 1,2 miliardi di anni, presunto primo Organismo pluricellulare, e anche il primo organismo con riproduzione sessuale di cui si abbia conoscenza.